# イヴォンヌ・ルフェビュール
イヴォンヌ・ルフェビュール（Yvonne Lefébure, 1898年6月29日 - 1986年1月23日）は、フランスのピアニスト、音楽教育者。姓はルフェブールの表記もある。生年には1904生まれを初め、いくつか異説がある。
明晰なタッチで感興豊かな表現を聴かせる、20世紀を代表するフランスの奏者のひとり。しかし、生涯の多くを教育活動に注ぎ、演奏活動やメジャー・レーベルへの録音が一時的なものに留まっているため、その実力が正当に評価されているとは言い難い。門下にディヌ・リパッティ、サンソン・フランソワ、カトリーヌ・コラール、ジャン＝マルク・サヴェリ、イモージェン・クーパー、ブランカ・ムスリン、らがいる。

## 略歴
- エルモン生まれ。4歳でピアノをはじめ、驚異的な才能を示したことから、アルフレッド・コルトーの推薦によってパリ音楽院に入学。
- パリ音楽院ではシャルル＝マリー・ヴィドールに対位法、モーリス・エマニュエルやジョルジュ・コーサード、コルトーにピアノを師事する。
- 12歳のときにベートーヴェンの「熱情」ソナタを弾いて一等賞を獲得、カミーユ・シュヴィアール指揮ラムルー管弦楽団とサン＝サーンスのピアノ協奏曲第5番を演奏してデビューを果たす。
- 1924年、エコール・ノルマル音楽院でコルトーの助手として教鞭を執り、その後パリ音楽院教授となる。
- 1934年、ウィーン国際ピアノ・コンクールでリパッティが2位にとどまり、これに抗議したコルトーは審査委員を辞退する。コルトーはリパッティをパリに招待し、ルフェビュールがリパッティを教えた。
- 1950年、プラドに隠棲中のパブロ・カザルスのもとで開催されたプラド音楽祭に参加、バッハの平均率クラヴィーア曲集を弾く。翌1951年にもペルピニャンで開かれた音楽祭に参加、カザルス指揮ペルピニャン音楽祭管弦楽団と共演し、モーツァルトのピアノ協奏曲第20番の録音を残す。
このころ、フルトヴェングラー、メンゲルベルクなど世界的な指揮者と共演、当時のヨーロッパ最高の女流奏者の一人とたたえられた。
- 1965年、サン・ジェルマン7月音楽祭を創設。
- 1986年、88歳で亡くなった。

## 録音
- メジャーレーベルでは、1954年にルガノにおいてフルトヴェングラー指揮ベルリン・フィルハーモニー管弦楽団と共演したモーツァルトのピアノ協奏曲第20番のライヴ録音（EMI）が特に知られる。その他は非常に少ない。
- ベートーヴェンの最後のピアノ・ソナタ第32番の、1961年7月6日の録音はテンポが速く、現在CDで聴ける最短の演奏と思われる。第1楽章：6'21"/第2楽章：10'50"（INA COUP 009）。また、1977年1-2月録音の演奏も、これに次いでテンポが速い。第1楽章：6'35"/第2楽章：11'18"（fy FYCD 051）。
- 最晩年の1970年代から1980年代になって、フランスのSOLSTICE及びFYに、ポール・パレー指揮フランス公共放送フィルハーモニー管弦楽団とのシューマンのピアノ協奏曲、ラヴェルのピアノ協奏曲ト長調の協奏曲録音の他、バッハ・ベートーヴェン・シューマン・フォーレ・デュカス・ラヴェルなどのピアノ作品を録音した計12枚のCDが残されている。また、2005年末にDVDが発売され、映像が見られるようになった。